# Jacopo Alighieri
Jacopo Alighieri (Florença, 1289 – 1348) foi um poeta italiano. Filho de Dante Alighieri que acompanhou no exílio, é o autor do Doutrinal, dividido em capítulos sessenta.
Foi exilado de Florença, por seu pai e os irmãos Giovanni e Pietro em 1315. Ele também foi para Ravenna, onde viveu, talvez, com Dante. O pai morreu em 1322 enviou uma divisão de Comédia de Guido da Polenta senhor da cidade. Retornou em 1325 em Florença, onde fez as ordens que a criança possa receber um cânone em Verona. Em casa, se comprometeu a resolver a situação económica da família. Em 1343 obteve o confisco de propriedade de seu pai.
Obras
A Doutrina tem 60 capítulos em sete sílabas, rimas pares, em estrofes de seis linhas, cada capítulo é composto de 10 estrofes. É a astronomia e a astrologia, a fé e as virtudes da Igreja e do Império, o amor e o ódio, família, beleza livre-arbítrio humano. Inspirado pelos autores antigos, por vezes, imitando Dante. O trabalho está dividido em duas seções: a primeira ordem física e moralmente.
Observaçõescapítulo em terza rima exposição com o tema da comédia. Foi o primeiro a escrever este tipo de tarefa. Comentário foi com a primeira cópia da Comédia, destina-se a Guido da Polenta. James se vira para ele assim: ó que a verdadeira luz ....